# Giovanni Ghezzi
Giovanni Ghezzi (auch Ghezzy; * 1677 in Lamone, Schweiz; † 1746 in Kassel) war ein Schweizer Architekt und ab 1725 Landbaumeister der Landgrafschaft Hessen-Kassel.

## Familie
Ghezzi stammte aus der Künstlerfamilie Ghezzi, Del Ghezzo, Ghezzio in Lamone bei Lugano. Sein Vater und Lehrer war der in Polen und Österreich aktive Bildhauer und Stuckateur Giacomo Ghezzi (* um 1650 in Lamone), der 1700 bei der Heimkehr aus Polen am Gotthardpass in einem Lawinenunfall ums Leben kam.
Sein Sohn Giovanni Ghezzi (II.) († 1809 in Lamone) arbeitete als Schüler von Giocondo Albertolli (1742–1839) mit diesem 1774/75 in Mailand am Stuckdekor der Prunkräume im Palazzo Reale und modellierte später den Puttendekor der Chorkuppel in der Pfarrkirche „Santi Giorgio e Maria Immacolata“ in Origlio bei Lugano und des Hochaltars der Kirche „Oratorio San Zeno“ bei Lamone.

## Wirken
Ghezzi wurde 1719 in Kassel unter Landgraf Karl „Hofstukkator“ und am 1. April 1723 „Controlleur beim Bauwesen“. Ab 1725 war er als Landbaumeister verantwortlich u. a. für den Bau von Kirchen in Nordhessen. Zunächst war er nur zuständig für das Bauwesen im Westen der Landgrafschaft, aber ab 1738 erhielt er die Zuständigkeit für das gesamte Landbauwesen des Landes. Weit mehr als ein Dutzend dortiger Kirchenbauten werden ihm zugeschrieben, wobei sie sich architektonisch sehr ähneln.

## Werke (Auswahl)

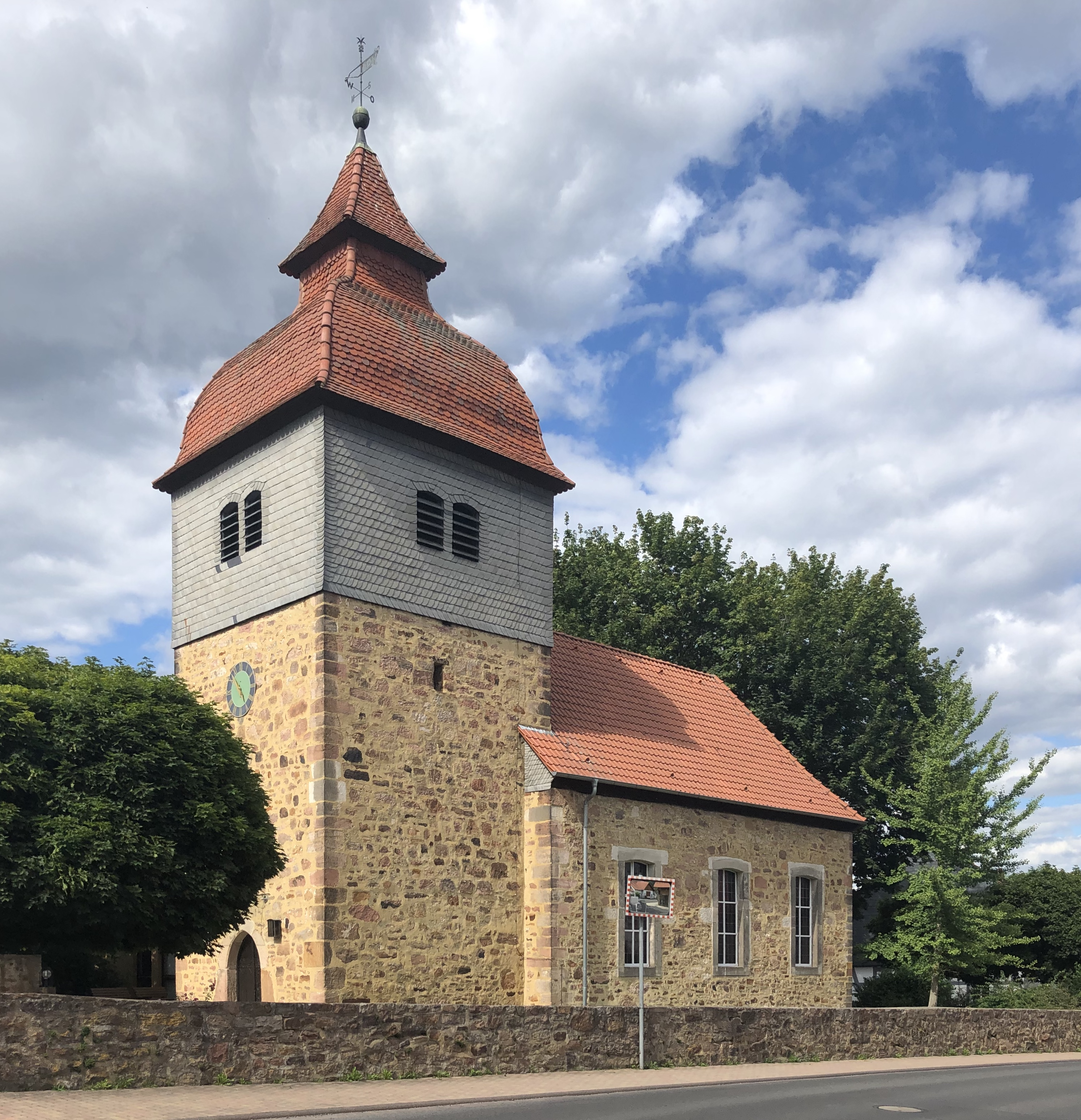
Die Kirche in Obermelsungen

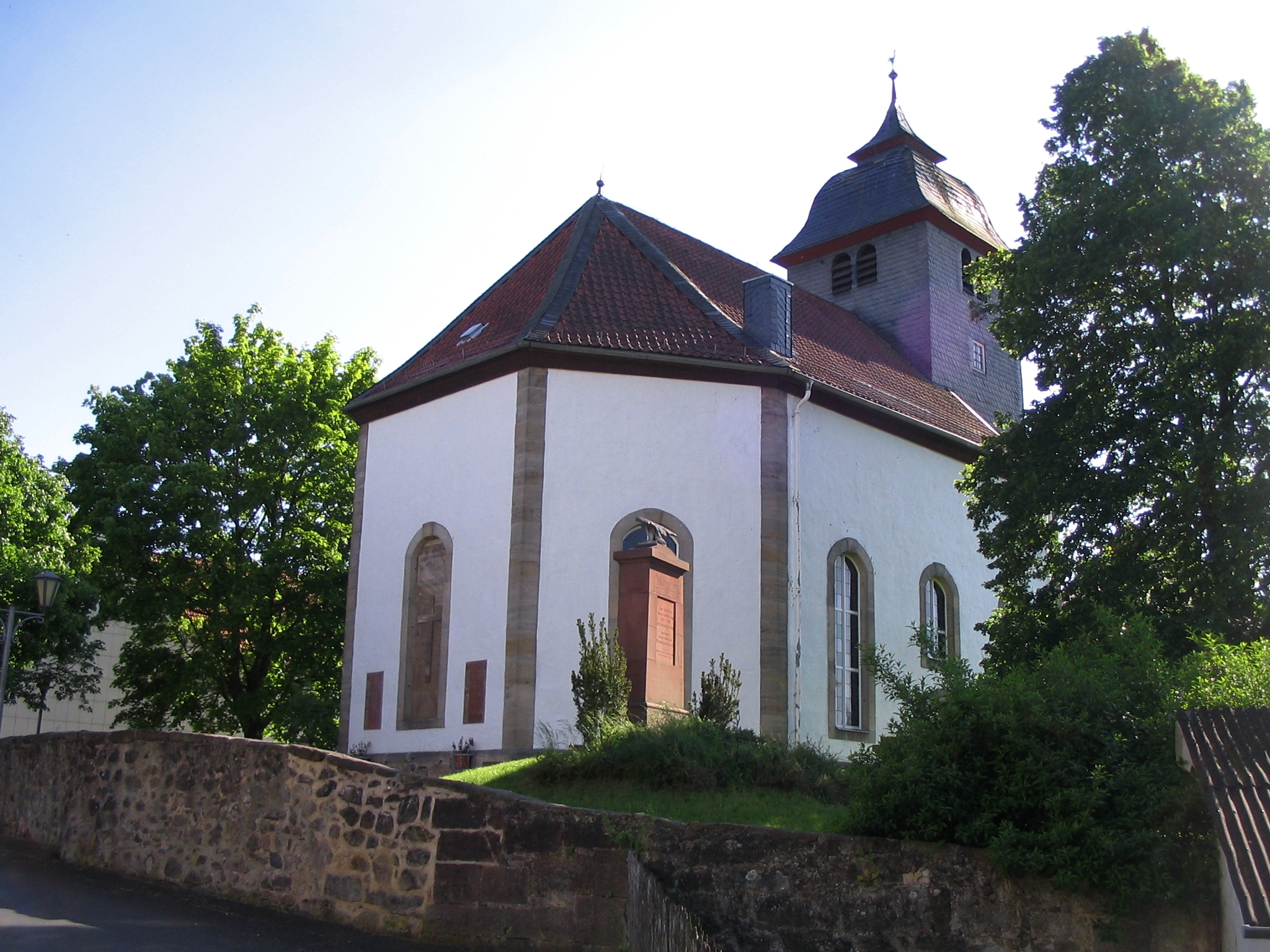
Die Saalkirche in Niedergrenzebach

- Bei der Erweiterung des Schlosses Veckerhagen in den Jahren 1723–1730 wirkte Ghezzi als Architekt mit.
- Die 1725 erbaute Johanniskirche in Wolfsanger, einem heutigen Stadtteil von Kassel, war wohl sein erstes Kirchenbauprojekt. Die Bauzeit betrug lediglich ein halbes Jahr und die Kirche wurde am 20. Oktober 1725 mit einem Festgottesdienst eingeweiht.[3][4]
- 1738 wurde er beauftragt, Bauschäden („Baugebrechen“) zu begutachten – am Jagdschloss Wabern, am Jagdschloss Wolkersdorf, am Schloss Rauschenberg, am Amtshaus in Rosenthal und an landgräflichen Bauten in Marburg und in Ziegenhain.[5]
- 1738–1740 entwarf er Pläne für Wirtschaftsgebäude an der Orangerie in der Kasseler Karlsaue.[6]
- Die Saalkirche in Wendershausen wurde 1739–40 nach einem Entwurf von Ghezzi unter Verwendung des Mauerwerks des im Dreißigjährigen Krieg abgebrannten mittelalterlichen Vorgängerbaus errichtet.
- Das im Kern romanische Schiff der evangelische Kirche in Altenhasungen wurde 1740 wahrscheinlich von Ghezzi erneuert und mit einem außen dreiseitigen und innen rundem Schluss versehen.
- Das Schiff der evangelische Kirche in Waldau wurde 1740 nach einem Entwurf Ghezzis an den aus dem 14. Jahrhundert stammenden Turm angebaut.
- Die evangelische Kirche in Berneburg wurde 1741–1743 von Ghezzi erbaut.
- 1742 wurde die Kirche in Bründersen von ihm runderneuert.
- Die Saalkirche in Ellingerode wurde 1743 gebaut.
- Auch die Saalkirche in Niedergrenzebach wurde 1743 gebaut.
- Die Kirche in Roßbach wurde ebenfalls 1743 erbaut.

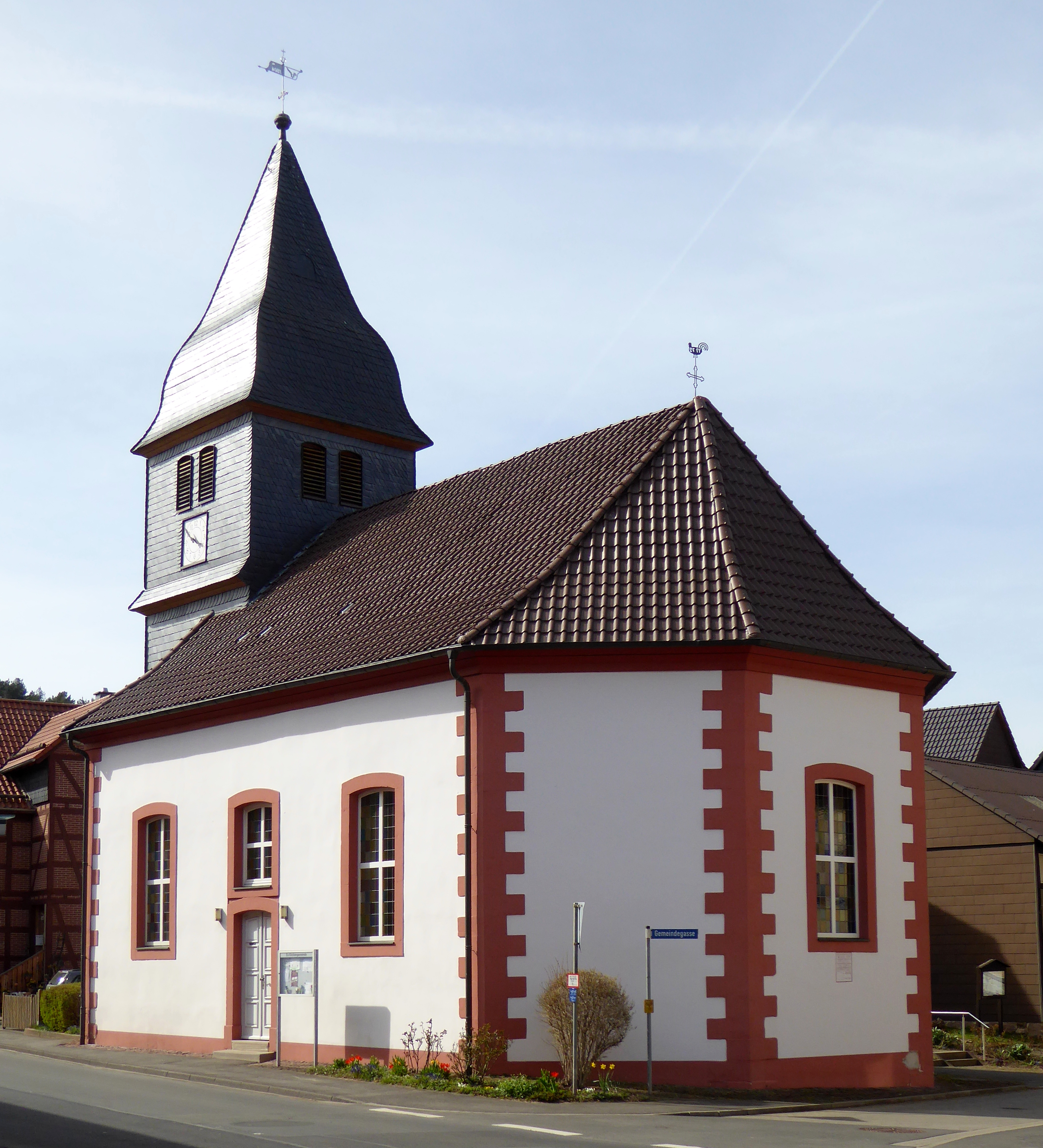
Die Kirche in Roßbach

- In Geismar wurde an den Chorturm einer mittelalterlichen Wehrkirche 1743–1744 nach Westen nach einem Entwurf von Ghezzi ein neues barockes Kirchenschiff angebaut.
- Die heute Dorfkirche in Obermelsungen wurde von ihm 1744–1746 durch Anbau des Kirchenschiffs an einen mittelalterlichen Wehrturm geschaffen.[7]

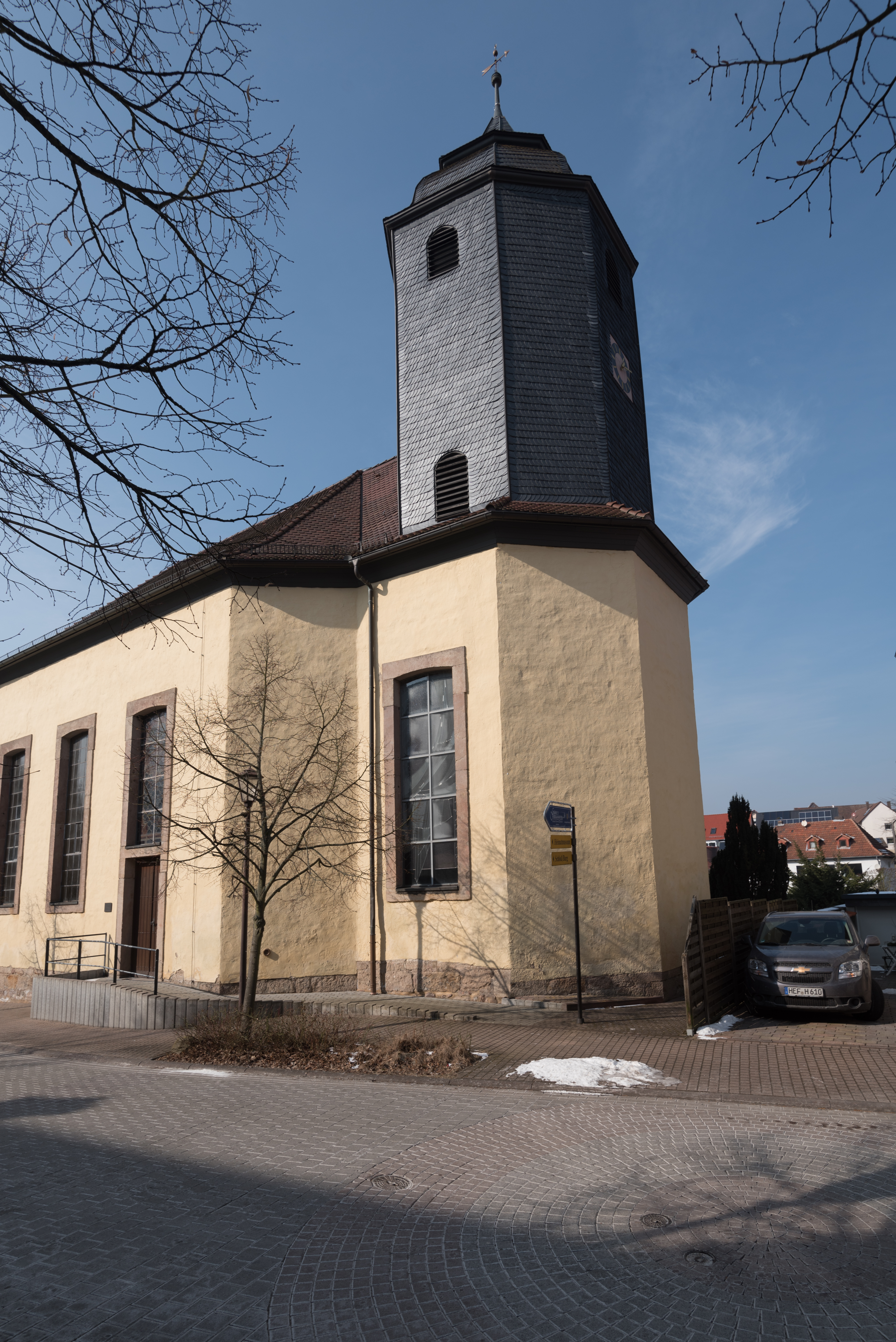
Die Pfarrkirche in Friedewald

- 1746 baute er die evangelische Pfarrkirche in Friedewald.[8]
- Die evangelische Pfarrkirche in Balhorn wurde nach dem Abriss 1742 des alten Kirchenschiffs durch Anbau eines neuen Schiffs an den Wehrturm von 1488 nach seinen Plänen bis 1748 erneuert.
- 1749 wurde nach seinen Plänen – er war bereits verschieden – die Saalkirche in Harmuthsachsen erbaut.[9]

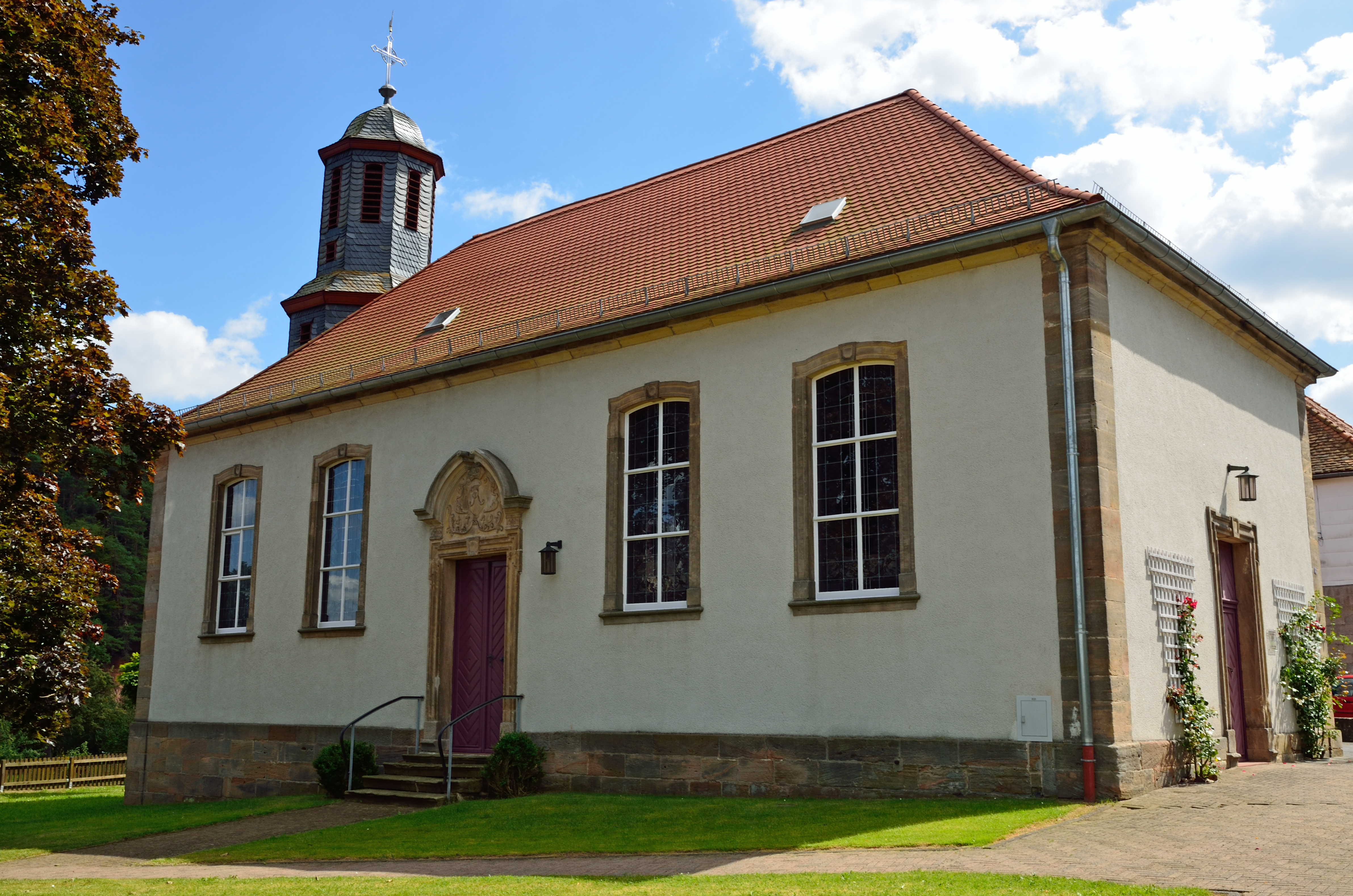
Die Kirche in Goßfelden

- Ebenfalls ab 1749 wurde nach seinen Plänen die evangelische Kirche in Goßfelden errichtet.[10]
- 1753/1754 wurde, nach Abriss des maroden Vorgängerbaus, das Schiff der Kirche in Altenstädt nach seinen Plänen an den bestehenden Kirchturm angebaut.